# بيليك دوزو
بيليك دوزو هي منطقة في الضواحي الأوروبية لاسطنبول، تركيا، تقع شمال بحر مرمرة، جنوب إسنيورت، شرق بيوك تشكمجة، وغرب أفجيلار.

## التاريخ
من المفترض أن بيليك دوزو قد استقر فيها أولاً اليونانيين من بيزنطة في القرن الثاني الميلادي كقرية زراعية. أصبح في وقت لاحق منتجعًا شعبيًا لسكان القسطنطينية في الإمبراطورية البيزنطية، وهو الوضع الذي استمر بعد سقوط القسطنطينية إلى الإمبراطورية العثمانية. يشار إلى المنطقة باسم «الحديقة» في الفترة العثمانية اللاحقة، وعقب تأسيس الجمهورية التركية كان يسمى "Kavaklı"، بعد العدد الكبير من أشجار الحور، وهو الاسم الذي استخدم حتى عام 2003. يعني الاسم الحديث «سهول البيليك».

## التاريخ الحديث
بيليك دوزو مأهولة بالسكان خاصة بعد زلزال إزميت عام 1999 من قبل سكان المناطق القديمة في إسطنبول الذين فضلوا الانتقال إلى المباني التي شيدت حديثًا في بيليك دوزو بسبب خوفهم على سلامة المباني القديمة. عندما مُدد المتروباص (نظام الحافلات السريعة) من أفجيلار إلى بيليك دوزو في عام 2012، تأثرت بيليك دوزو بالموجة الثانية من الهجرة. نما عدد سكانها من حوالي 3000 في أوائل التسعينات إلى 350.000 بحلول عام 2018. نظرًا لأن سكان بيليك دوزو يتكونون في الغالب من المهاجرين من مناطق أخرى في إسطنبول أو تركيا، وبيليك دوزو هي مدينة أُسست حديثًا نسبيًا، فقد اكتسبت بيليك دوزو جوًا ترحيبيًا للقادمين الجدد دون أن يكون لديهم أي طبقات اجتماعية. ازدادت شعبية بيليك دوزو بشكل كبير في السنوات القليلة الماضية وأصبحت المنطقة بقعة ساخنة للاستثمارات السكنية والتجارية. تتمتع بيليك دوزو بأعلى زيادة سريعة في قيمة الأراضي والعقارات في تركيا، مما يجعل مستثمريها أكثر ثراءً في وقت قصير جدًا. كانت بيليك دوزو واحدة من البلديات القليلة في تركيا التي تحولت من حزب العدالة والتنمية إلى حزب الشعب الجمهوري في عام 2014 بأغلبية ساحقة (> 10٪).[بحاجة لمصدر]

## نظره عامة
تعتبر الأحياء الفقيرة الشائعة في معظم أنحاء إسطنبول نادرة في بيليك دوزو، حيث أشار مسح أجراه المجلس البلدي إلى أن 40 ٪ من السكان يحملون شهادة جامعية. تجتذب بيليك دوزو مع منطقة أتاكوي مارينا الطبقة العليا الوسطى بسبب بنيتها التحتية الجيدة، ويشهدون بناء مشاريع فاخرة جديدة. يزداد الجذب أيضًا بقربهم من مطار أتاتورك بإسطنبول. تعد بيليك دوزو موطنًا لمعظم مراكز التسوق في إسطنبول، ويشار إليها أيضًا باسم "AVM cumhuriyeti" (أو جمهورية التسوق بالإنجليزية).[بحاجة لمصدر]
بيليك دوزو هي واحدة من أكثر المناطق المشهوره في إسطنبول، وبالتالي فهي تستضيف مجموعه من ثقافات مختلفة في تركيا مع أشخاص من دول أخرى. تتطابق بيليك دوزو مع المدن الأوروبية بمساحتها الخضراء العالية لكل شخص. المساحة الخضراء تزيد عن 10 متر مربع للفرد في بيليك دوزو.[بحاجة لمصدر]
من المقرر إنشاء قاعة سوق الجملة للمأكولات البحرية في إسطنبول في كومكابي (في شبه الجزيرة التاريخية) في مجمعها الجديد والأكبر في بيليك دوزو.[بحاجة لمصدر]

## المناخ
- يبلغ متوسط درجة الحرارة السنوية لمياه البحر 14.4 درجة مئوية.
- يبلغ متوسط هطول الأمطار السنوي 54.2 ملم، مع أدنى مستوى في أغسطس وأعلى مستوى في ديسمبر. كما تُرى أقوى رياح في ديسمبر.
- يبلغ أعلى تساقط للثلوج في بيليك دوزو 60 سم.

بما أن بيليك دوزو تقع على ارتفاع 150 مترًا تقريبًا فوق مستوى سطح البحر، فهي منخفضة في الرطوبة وهي عاصفة أكثر من المناطق المركزية الأخرى في إسطنبول. كما تشتهر بيليك دوزو بهواءها النظيف والجاف. يميل الشتاء إلى أن يكون أقوى في بيليك دوزو مقارنة بمناطق وسط المدينة. نظرًا لأن  بيليك دوزو محاطة بالأشجار، فإن تغيير المواسم في  بيليك دوزو يقدم عرضًا بصريًا رائعًا لسكانها.

## وسائل النقل

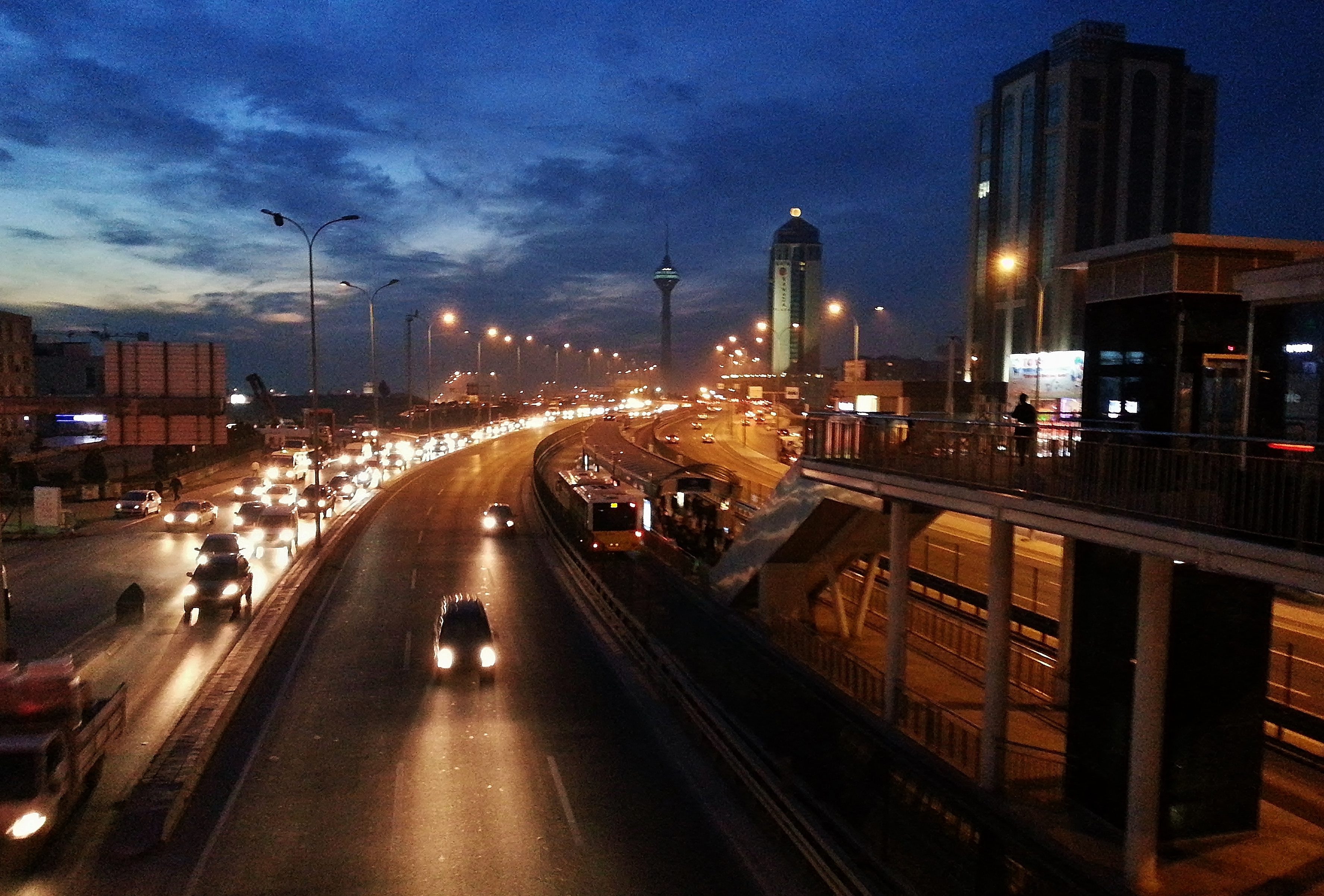
محطة المتروباص بيليك دوزو هاديمكوي بيكينت